# Cidade dos Homens
Cidade dos Homens é uma série de televisão coproduzida pela TV Globo e O2 Filmes, sendo exibida durante quatro temporadas, de 15 de outubro de 2002 até 16 de dezembro de 2005 e um spin-off de duas temporadas até o momento. A série se chamaria Cidade do Tráfico mas foi vetado pelo conselho artístico da emissora. Contou com roteiros de César Charlone, Claudio Galperin, Eduardo Tripa, Elena Soárez, Fernando Meirelles, George Moura, Guel Arraes, Jorge Furtado, Kátia Lund, Leandro Saraiva, Melanie Dimantas, Newton Cannito, Paulo Lins, Paulo Morelli, Pedro Morelli, Regina Casé e Rosa Amanda Strausz. A direção de cada episódio ficou a cargo de diversos diretores, como Adriano Goldman, Cao Hamburger, César Charlone, Eduardo Tripa, Fernando Meirelles, Kátia Lund, Paulo Lins, Paulo Morelli, Pedro Morelli, Phillippe Barcinski, Regina Casé e Roberto Moreira.
A série acompanha dois protagonistas, Laranjinha (Darlan Cunha) e Acerola (Douglas Silva), que vivenciam dilemas próprios da adolescência, tanto os universais quanto aqueles relativos aos problemas específicos nas comunidades carentes do Rio de Janeiro. São temas recorrentes o contraste entre ricos e pobres, a problemática do poder paralelo estabelecido pelo tráfico de drogas, a violência urbana, dificuldades financeiras e a cultura das favelas.

## Produção
Durante a pré-produção das filmagens de Cidade de Deus, Fernando Meirelles foi convidado por Guel Arraes a dirigir um episódio da série Brava Gente. Inicialmente Meirelles recusou, porém mais tarde mudou de ideia, com a condição de que desenvolvesse uma história ligada aos fragmentos da obra de Paulo Lins e com jovens da oficina de atores. Em 28 de dezembro de 2000 foi ao ar o episódio especial de fim de ano, Palace II, adaptado por Bráulio Mantovani com direção de Meirelles e Kátia Lund, ao qual se tornou parte do curta-metragem homônimo, considerado um ensaio para o longa-metragem que Meirelles dirigiu no ano seguinte e estreou em 2002. Com o sucesso do filme, surge a ideia de realizar uma série derivada tendo como protagonistas dois jovens da comunidade. Em 2007, é lançado um longa metragem homônimo retratando os protagonistas com os desafios da maioridade.

## Elenco

### Principal
| Ator               | Personagem                   | Temporadas | Temporadas | Temporadas | Temporadas | Temporadas | Temporadas |
| Ator               | Personagem                   | 1ª (2002)  | 2ª (2003)  | 3ª (2004)  | 4ª (2005)  | 5ª (2017)  | 6ª (2018)  |
| ------------------ | ---------------------------- | ---------- | ---------- | ---------- | ---------- | ---------- | ---------- |
| Darlan Cunha       | Uólace da Silva (Laranjinha) |            |            |            |            |            |            |
| Douglas Silva      | Luís Cláudio Cunha (Acerola) |            |            |            |            |            |            |
| Camila Monteiro    | Cristiane de Souza           |            | part.      |            |            |            |            |
| Roberta Rodrigues  | Sheila Pereira (Poderosa)    | part.      |            |            |            |            | part.      |
| Luan Pessoa        | Davi Pereira da Silva        |            |            |            |            |            |            |
| Carlos Eduardo Jay | Clayton Cunha de Souza       |            |            |            |            |            |            |

### Recorrente
| Ator               | Personagem        | Temporadas | Temporadas | Temporadas | Temporadas | Temporadas | Temporadas |
| Ator               | Personagem        | 1ª (2002)  | 2ª (2003)  | 3ª (2004)  | 4ª (2005)  | 5ª (2017)  | 6ª (2018)  |
| ------------------ | ----------------- | ---------- | ---------- | ---------- | ---------- | ---------- | ---------- |
| Jonathan Haagensen | Madrugadão        |            |            |            |            |            |            |
| Phellipe Haagensen | Espeto            |            |            |            |            |            |            |
| Thiago Martins     | João Victor       |            |            |            |            |            |            |
| Marcos Junqueira   | Felipe (Favelado) |            |            |            |            |            |            |

### Participações especiais
| Ator              | Personagem        |
| ----------------- | ----------------- |
| Robson Rocha      | Duplex            |
| Taissa Isidoro    | Kelly Cristina    |
| Felipe Silva      | Menor             |
| Mumuzinho         | Palito            |
| Márcio Costa      | Nefasto           |
| BR                | Nefasto           |
| Leandro Firmino   | Deco              |
| Mary Sheyla       | Mika              |
| André Popo's      | Babão             |
| Aldene Abreu      | Beth              |
| Vavá Sanches      | Bigodão           |
| Hélio Rodrigues   | Nivaldo           |
| Luciana Bezerra   | Valdirene         |
| Babu Santana      | Birão             |
| Joceli Lino       | Dona Idê          |
| Damião Firmino    | Fiel              |
| Luciano Vidigal   | Fiel              |
| Leandra Miranda   | Kelly             |
| Marcos Monta      | Monta             |
| Telma Cunha       | Maria             |
| Sônia Lino        | Tereza / Sônia    |
| Caio Gracco       | Zé Luis           |
| Guti Fraga        | Guti              |
| Edmundo Albrecht  | Lucas             |
| Ingrid Conte      | Merilu            |
| Kamilla Rodrigues | Tina              |
| Cintia Rosa       | Zuleide           |
| Alex Damazio      | Paçoca            |
| Ana Paula Black   | Rita Black        |
| Ângela Souza      | Cida              |
| Eunice Silva      | Santina           |
| Gabriele Angelo   | Rayane            |
| Liutzgard Scott   | Jana              |
| Marcela Moura     | Luzinete          |
| Michel Gomes      | Michel            |
| Michelle Cardoso  | Valéria           |
| Pedro Henrique    | Caju              |
| Tatiane Cardoso   | Tati              |
| Créo Kellab       | Tulé              |
| Victor Oliveira   | Clayton           |
| Vinícius Oliveira | Clayton           |
| Viviane Varajão   | Pat               |
| Zéu Britto        | Cidão             |
| Cinara Leal       | Shirley           |
| Maytê Piragibe    | Maya              |
| Regina Casé       | Marilene da Silva |

## Episódios

### 1ª temporada (2002)
| Nº (temp.) | Nº (série) | Título               | Exibição              | Roteiro                                                      | Direção                          |
| ---------- | ---------- | -------------------- | --------------------- | ------------------------------------------------------------ | -------------------------------- |
| 1          | 1          | A Coroa do Imperador | 15 de outubro de 2002 | César Charlone, Fernando Meirelles e Jorge Furtado           | César Charlone                   |
| 2          | 2          | O Cunhado do Cara    | 16 de outubro de 2002 | Kátia Lund e Paulo Lins                                      | Kátia Lund e Paulo Lins          |
| 3          | 3          | Correio              | 17 de outubro de 2002 | Kátia Lund e Paulo Lins                                      | Kátia Lund e Paulo Lins          |
| 4          | 4          | Uólace e João Victor | 18 de outubro de 2002 | Fernando Meirelles, Guel Arraes, Jorge Furtado e Regina Casé | Fernando Meirelles e Regina Casé |

### 2ª temporada (2003)
| Nº (temp.) | Nº (série) | Título             | Exibição               | Roteiro                                          | Direção                    |
| ---------- | ---------- | ------------------ | ---------------------- | ------------------------------------------------ | -------------------------- |
| 1          | 5          | Sábado             | 14 de outubro de 2003  | George Moura e Fernando Meirelles                | Fernando Meirelles         |
| 2          | 6          | Dois para Brasília | 21 de outubro de 2003  | César Charlone e Jorge Furtado                   | César Charlone             |
| 3          | 7          | Tem Que Ser Agora  | 28 de outubro de 2003  | Jorge Furtado, Regina Casé e Rosa Amanda Strauzs | Regina Casé                |
| 4          | 8          | Os Ordinários      | 4 de novembro de 2003  | Kátia Lund, Eduardo Tripa e Melanie Dimantas     | Kátia Lund e Eduardo Tripa |
| 5          | 9          | Buraco Quente      | 11 de novembro de 2003 | Paulo Morelli, George Moura e Fernando Meirelles | Paulo Morelli              |

### 3ª temporada (2004)
| Nº (temp.) | Nº (série) | Título         | Exibição               | Roteiro                                                      | Direção                            |
| ---------- | ---------- | -------------- | ---------------------- | ------------------------------------------------------------ | ---------------------------------- |
| 1          | 10         | A Estreia      | 24 de setembro de 2004 | Paulo Morelli, Newton Cannito e Leandro Saraiva              | Paulo Morelli                      |
| 2          | 11         | Foi Sem Querer | 1 de outubro de 2004   | Paulo Morelli, Newton Cannito e Leandro Saraiva              | Paulo Morelli                      |
| 3          | 12         | Vacilo É Um Só | 8 de outubro de 2004   | Paulo Morelli, Newton Cannito e Leandro Saraiva              | Paulo Morelli e Adriano Goldman    |
| 4          | 13         | Hip Sampa Hop  | 15 de outubro de 2004  | Paulo Morelli, Newton Cannito, Leandro Saraiva e Garrett     | Philippe Barcinski e Paulo Morelli |
| 5          | 14         | Pais e Filhos  | 22 de outubro de 2004  | Regina Casé, Paulo Morelli, Newton Cannito e Leandro Saraiva | Regina Casé e Paulo Morelli        |

### 4ª temporada (2005)
| Nº (temp.) | Nº (série) | Título                   | Exibição               | Roteiro                                                       | Direção                            |
| ---------- | ---------- | ------------------------ | ---------------------- | ------------------------------------------------------------- | ---------------------------------- |
| 1          | 15         | A Fila                   | 18 de novembro de 2005 | Claudio Galperin                                              | Roberto Moreira                    |
| 2          | 16         | Tá Sobrando Mês          | 25 de novembro de 2005 | Paulo Morelli, George Moura e Pedro Morelli                   | Paulo Morelli                      |
| 3          | 17         | Atração Fatal            | 2 de dezembro de 2005  | Elena Soárez                                                  | Adriano Goldman                    |
| 4          | 18         | As Aparências Enganam    | 9 de dezembro de 2005  | Jorge Furtado e Regina Casé                                   | Regina Casé                        |
| 5          | 19         | Em Algum Lugar do Futuro | 16 de dezembro de 2005 | Fernando Meirelles, George Moura, Guel Arraes e Jorge Furtado | Fernando Meirelles e Renato Batata |

## Minissérie

### 1ª temporada (2017)
- 4 capítulos, exibidos de 17 a 20 de janeiro de 2017

A trama acompanha a vida de Acerola e Laranjinha 12 anos depois, sendo pais de dois meninos, em que Laranjinha descobre que seu filho Davi (Luan Pessoa) tem um problema grave no coração. A situação se complica quando Clayton (Carlos Eduardo Jay), filho de Acerola, rouba dinheiro de um traficante: Laranjinha quer pagar a cirurgia do filho, e Acerola teme gastar o dinheiro sujo.

### 2ª temporada (2018)
- 4 capítulos, exibidos de 2 a 5 de janeiro de 2018

Laranjinha se depara com o retorno de sua ex-mulher e mãe de Davi. Poderosa (Roberta Rodrigues), deixou o filho ainda bebê e agora fará de tudo para revê-lo, a contragosto do pai. Além disso, a nova temporada da coprodução da Globo com a O2 Filmes vai marcar o retorno de João Vitor (Thiago Martins). O antigo amigo playboy de Acerola e Laranjinha agora é professor dos filhos deles. Foi a amizade com a dupla, inclusive, que fez com que ele ocupasse o cargo em uma escola da comunidade.

## Trilha sonora
- "Homem Amarelo" - O Rappa
- "Qual é?" - Marcelo D2
- "A Fumaça Já Subiu pra Cuca" - Bezerra da Silva
- "Morro e Asfalto" - Darlan Cunha / Thiago Martins
- "Tempo Perdido" - Legião Urbana
- "Vem Cristiane" - MC Tam
- "Us Mano e As Mina" - Xis
- "Sonho Juvenil (Garoto Zona Sul)" - Jovelina Pérola Negra
- "João Teimoso" - MC Pé de Pano
- "Olha o Cheiro Da Marola" - MC G3
- "Prioridades" - BNegão
- "Quando Eu Contar (Iaiá)" - Zeca Pagodinho
- "Dama Tereza" - Sabotage
- "Sou Feia Mas Tô na Moda" - Tati Quebra Barraco
- "Menina Crioula" - Jorge Ben Jor
- "Lixo do Mangue" - Chico Science e Nação Zumbi
- "La Vem o Homem Bomba" - Caetano Veloso e Jorge Mautner
- "Us Playboy" - Rappin Hood
- "Colo de Menina" - Rastapé
- "Soltei de Banda" - Elza Soares
- "Aboio Avoado" - Lenine
- "Tudo mudou tão de repente" - Argemiro Patrocínio
- "O Vencedor" - Los Hermanos
- "Jorge da Capadócia" - Jorge Ben Jor
- "Tô Bolado" - MC Galo
- "Essa é pros amigos" - De leve
- "Eu Bolo" - De leve